# Числобог
Числобог — гіпотетичний давньослов'янський бог.
Апологети так званої «Велесової книги» стверджують, що «Числобог» зображався у вигляді статуї з двома обличчями: сонця і місяця. Сонце на небі показує денний час, бо за тим, як високо піднімається воно в небі, можна визначити чи це ранок, чи полудень, чи вечір. Так само за місяцем і положенням зірок визначають нічний час. При цьому прибічники «неоязичництва» стверджують, що у давньому Києві нібито був храм Числобога. Перед храмом росли дивовижні квіти, які розтуляли свої пелюстки в різний час дня і ночі. За ними Волхви визначали, котра година. Однак жодного переказу вони привести не можуть. Річ у тому, що і в «Велесовій книзі» докладного описання цього «божества» нема.
Числобог нібито тотожний грецькому Богу Кроносу і римському Сатурну. Їхні свята починалися 17 грудня і продовжувалися цілий тиждень. Етнограф Галина Лозко вважає, що в Україні Числобога вшановували в час зимового сонцестояння 21-22 грудня, а також одночасно і поруч із Сварогом. Однак фахові вчені стверджують, що в слов'янському міфологічному пантеоні такого бога не існує. При цьому вони посилаються на відсутність згадки про нього у відомих писемних джерелах, а також у фольклорі.